# Harm Osmers
Harm Osmers (Hannover, 28 januari 1985) is een Duits voetbalscheidsrechter. Hij werd vanaf 2020 opgenomen door FIFA en UEFA en fluit sindsdien internationale wedstrijden.
Op 17 september 2020 maakte Osmers zijn debuut in Europees verband tijdens een wedstrijd tussen Lokomotiv Plovdiv en Tottenham Hotspur in de voorrondes van de UEFA Europa League. De wedstrijd eindigde op 1–2.
Zijn eerste interland floot hij op 5 september 2020 toen Cyprus met 0–2 verloor tegen Montenegro.

## Interlands
| Datum            | Plaats              | Wedstrijd            | Uitslag | Competitie             | Kreeg geel | Kreeg voor de tweede keer geel en dus rood | Weggestuurd |
| ---------------- | ------------------- | -------------------- | ------- | ---------------------- | ---------- | ------------------------------------------ | ----------- |
| 5 september 2020 | Nicosia, Cyprus     | Cyprus – Montenegro  | 0 – 2   | Nations League 2020/21 | 7          | 0                                          | 0           |
| 11 november 2020 | Athene, Griekenland | Griekenland – Cyprus | 2 – 1   | Vriendschappelijk      | 3          | 0                                          | 0           |

Laatste aanpassing op 25 mei 2021